# Jerzy Fryderyk Hohenzollern (1539–1603)

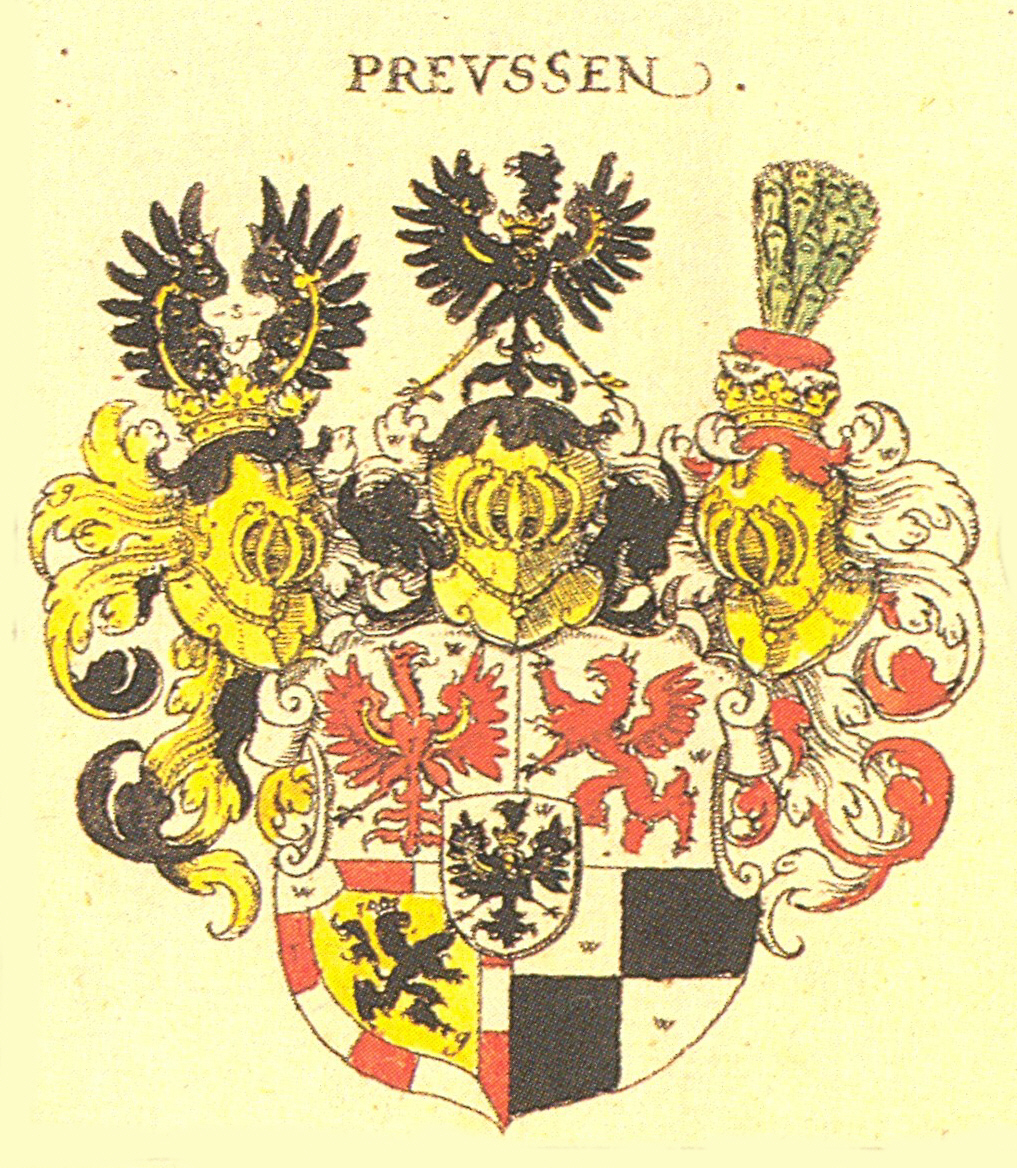
Karta herbarza J. Siebmachera z herbem księcia Prus (pierwszy z lewej w dolnym rzędzie), 1605

Jerzy Fryderyk Hohenzollern (niem. Georg Friedrich; ur. 1539, zm. 1603) – margrabia Ansbach i Bayreuth, książę karniowski, książę opolsko-raciborski potem żagański, wolny pan Bytomia, Tarnowskich Gór i Bogumina, od 1578 opiekun księcia Prus.

## Rodzina
Był synem margrabiego Jerzego i jego trzeciej żony księżniczki saskiej Emilii.

## Życie i działalność

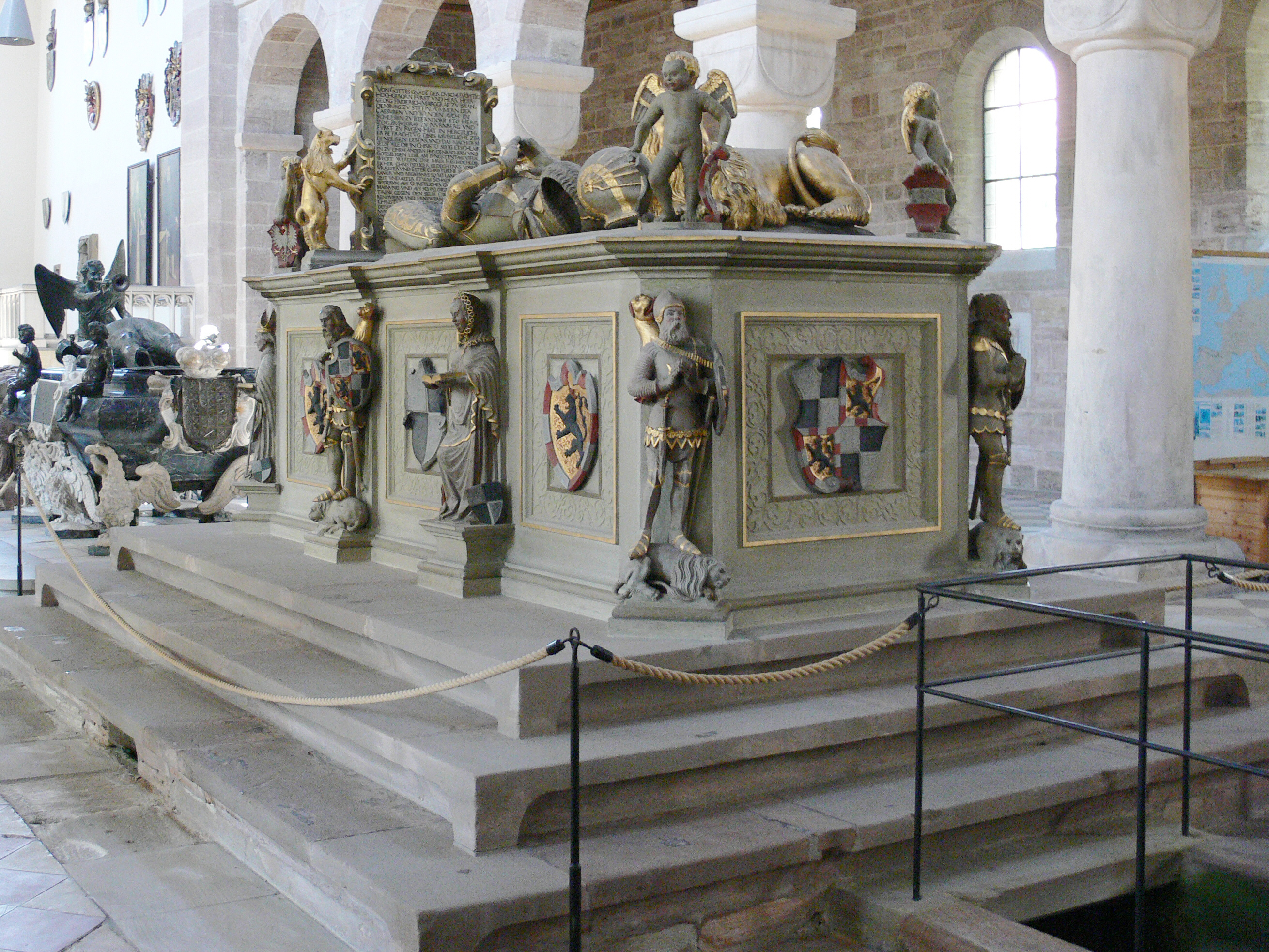
Heilsbronn, klasztor Najświętszej Marii Panny i św. Jakuba - Grobowiec

Gdy miał niecałe pięć lat, zmarł mu ojciec. Opiekunem został stryj, książę pruski Albrecht, który dziesięć lat później – prawdopodobnie z powodu luterańskiego wyznania – został odsunięty i zastąpił go król Czech Ferdynand I. Rządy sprawował za pośrednictwem urzędników książęcych z Karniowa. W imieniu Jerzego Fryderyka wydano rozporządzenie, aby starostowie bytomscy znali oprócz języka niemieckiego także polski. W 1548 r. obiecano drukować ordynację górniczą w dwóch językach. W 1552 r. Ferdynand I odebrał Jerzemu Fryderykowi księstwo opolsko-raciborskie i w zamian dał księstwo żagańskie. Sześć lat później margrabia sprzedał je Habsburgowi. Za pełnoletniego uznano go w 1556 r. Wkrótce odziedziczył Bayreuth. W 1556 r. Ferdynand I (od 1555 r. także cesarz) wytoczył proces o dochody z kopalń. Śmierć monarchy przerwała postępowanie.
26 grudnia 1558 r. w Kostrzynie nad Odrą poślubił Elżbietę (1540-1578), starszą córkę Jana kostrzyńskiego. 
Za czasów Jerzego Fryderyka zwiększył się jego osobisty majątek na ziemi bytomskiej. Ojciec miał dwa miasta i osiem wsi. On posiadał trzy miasta i siedemnaście wsi. W dniu 23 kwietnia 1561 r. w Karniowie nadał Żyglińskim Górom prawa miejskie, nową nazwę Georgenberg (od patrona swego imienia) oraz szereg przywilejów gospodarczych. Rok później wydał dla nowego miasta także ordynację górniczą. Bytomianie otrzymali 30 kwietnia 1561 r. prawo do organizacji dodatkowych dwóch jarmarków. Nadał przywileje dla cechu kuśnierzy i krawców. Tarnogórzanom zezwolił na organizację dodatkowych jarmarków 1 września i 29 stycznia. 25 lipca 1562 r. w Karniowie nadał Tarnowskim Górom herb. Osada górnicza ostatecznie przekształciła się w miasto. Zezwolił ponadto na budowę składu soli, osobnego ratusza z browarem, wyszynkiem piwnym. Oddzielono władze górnicze od miejskich (do tej pory funkcje administracyjne sprawował Urząd Górniczy). W 1583 r. zalecił, aby urzędnicy i starosta ziemski znali język niemiecki i polski.
W 1573 r. powołując się na postanowienia traktatu krakowskiego z 1525 roku zażądał przekazania mu władzy nad chorym umysłowo księciem pruskim Albrechtem Fryderykiem. Król polski Stefan Batory uznał jego roszczenia i w 1578 r. Jerzy Fryderyk złożył w Warszawie polskiemu monarsze hołd lenny. W dniu 19 września 1580 r. cesarz i król Czech Rudolf II Habsburg nadał bytomianom prawo do pobierania ceł i myt. Dwa lata później Jerzy Fryderyk rozpoczął bezskuteczne starania o nadanie mu ziemi bytomskiej i bogumińskiej w dziedziczne władanie (posiadał je tytułem zastawu). W 1588 r. w Bytomiu toczyły się polsko-austriackie rokowania w sprawie zakończenia walk o polską koronę między Wazami i Habsburgami. W dniu 20 października 1599 r. wydał przywilej generalny dla Tarnowskich Gór, w którym zawarł wszystkie dawne i nadał nowe przywileje „Wolnego Miasta Górniczego”.
W 1596 r. wobec braku potomstwa wyznaczył na spadkobiercę Joachima Fryderyka, późniejszego elektora Brandenburgii. Jako dziedziczne miał przejąć on dobra we Frankonii oraz księstwo karniowskie. O ziemię bytomską i bogumińską miał starać się sam. Układ o dziedziczeniu zawarli oni 29 kwietnia 1599 r. w Magdeburgu. Potwierdzono go w tzw. układzie rodzinnym z Gery (niem. Geraischer Hausvertrag) z 11 czerwca 1603 r.
Zmarł 25 kwietnia 1603 r. w Ansbach. Pochowano go w Heilsbronn.